# Aleksandr Sidjakin
Aleksandr Ivanovič Sidjakin, en ruso: Александр Иванович Сидякин (nacido el 6 de junio de 1949 en Moscú, Rusia) es un exjugador de baloncesto soviético. Consiguió 2 medallas en competiciones internacionales con la Unión Soviética.

## Trayectoria
- Dinamo Volgograd  (1966-1968)
- PBC CSKA Moscú  (1968-1970)
- MBC Dinamo Moscú (1970-1980)